# Inaba Haruo
Inaba Haruo (稲葉 治夫, Inaba Haruo) est un peintre japonais du XXe siècle, né en 1931 à Numazu (Préfecture de Shizuoka).

## Biographie
Inaba Haruo est un peintre abstrait-géométrique. Après ses études de peinture à l'université des arts de Tokyo, il commence à prendre part à de nombreuses expositions de groupe : 1966 L'art moderne de la nouvelle génération au Musée d'art moderne de Tokyo, L'art japonais contemporain sous l'égide du journal Mainichi, 1967 neuvième Exposition internationale d'art du Japon, ainsi qu'une exposition personnelle la même année à Tokyo.
Le musée de Numazu (hôtel de ville) conserve quelques-unes de ses œuvres.